# 神戸市立自然の家
神戸市立自然の家（こうべしりつしぜんのいえ）は兵庫県神戸市の六甲山上にある青少年野外活動のための宿泊施設。神戸市教育委員会により1973年に設置された。前身は1962年に設置された六甲山ユースセンターである。
瀬戸内海国立公園内の自然の森の中にあり、ボーイスカウトや林間学校等に利用されている。
団体での利用が主であるが、家族やグループでの利用にも対応している。
近隣には穂高湖、六甲山牧場、神戸市立森林植物園などがある。

## 立地
- 標高─ 650m
- 敷地面積─ 235,128m2
- 番地─ 〒657-0101 兵庫県神戸市灘区六甲山町中一里山1-1

## 施設
- 摩耶施設
  - 構造─ 鉄筋3階建
  - 主な設備─ 多目的ホール、工作室、研修室2室、食堂、浴室、冷暖房
  - 宿泊施設─ 定員162名（宿泊室12部屋、スタッフルーム3部屋）
  - 使用期間─ 通年

- 六甲施設
  - 構造─ 鉄筋3階建
  - 主な設備─ 体育館、研修室3室、食堂、浴室、冷暖房
  - 宿泊施設─ 定員154名（宿泊室18部屋、スタッフルーム2部屋）
  - 使用期間─ 通年

- キャビン施設
  - 構造─ 木造平屋建
  - 主な施設─ メインキャビン、食堂兼集会所、簡易シャワー5基、炊さん場（定員100名）、屋外トイレ×1
  - 宿泊施設─ 定員104名（キャビン棟10棟、カナディアン棟4棟）
  - 使用期間─ 4月～10月

- テント施設
  - 構造─ 木造平屋建
  - 主な設備─ テントロッジ、集会場、炊さん場（定員120名）、屋外トイレ×1、簡易シャワー2基
  - 宿泊施設─ 定員80名（テント16張り）
  - 使用期間─ 4月～10月

## 交通
- 摩耶ロープウェー 星の駅からスカイシャトルバス「摩耶山市立自然の家前」下車すぐ
- 六甲ケーブル 六甲山上駅からスカイシャトルバス・阪急バス「摩耶山市立自然の家前」下車すぐ